# Château de Laveau
Le château de Laveau est un château situé à Saint-Georges-du-Bois, en France.

## Localisation
Le château est situé dans le département français de Maine-et-Loire, sur la commune de Saint-Georges-du-Bois.

## Description
Le château de Laveau est un édifice datant du XVIe siècle.

## Historique
Le château de Laveau, le moulin et ses terres sont une succession de grands domaines aristocratiques. Le secteur autrefois était fortement boisé et était fortement prisés et défendu par les seigneurs locaux. 
Certains de ces espaces remontent au Moyen Âge, on y retrouve des traces de défrichements.
Le domaine s'étend sur le long du Couasnon et est desservi par un vaste réseau de canaux. À la fin du Moyen Âge, le domaine de Laveau s'étend avec 123 ha de bois, répartis en 6 pièces (la plus grande de 35 ha).
Au XVIIe siècle, le domaine d'Origné (ancienne seigneurie de Fontaine-Guérin) est rattaché au domaine de Laveau.
L'édifice est inscrit au titre des monuments historiques en 1984.